# رفتاردرمانی دیالکتیک
رفتاردرمانی دیالکتیک (DBT) یک روان‌درمانی مبتنی بر شواهد است که در ابتدا با هدف درمان اختلالات شخصیت و تعارضات بین‌فردی توسعه یافت. این رویکرد توسط مارشا لاینهان، پژوهشگر روان‌شناسی در دانشگاه واشینگتن، ابداع و گسترش یافت. شواهد نشان می‌دهند که DBT می‌تواند در درمان اختلالات خلقی، افکار خودکشی و همچنین تغییر الگوهای رفتاری مانند خودآزاری و مصرف مواد مفید باشد. DBT به فرآیندی تبدیل شده است که در آن درمانگر و مراجع با استفاده از راهبردهای پذیرش و تغییر کار می‌کنند و در نهایت این دو را متعادل و ترکیب می‌کنند -فرآیندی مشابه دیالکتیک فلسفی که شامل تز، آنتی‌تز و در نهایت سنتز است. -
DBT از مجموعه ای از تلاش‌های ناموفق برای اعمال پروتکل‌های استاندارد درمان شناختی-رفتاری (CBT) در اواخر دهه ۱۹۷۰ به مراجعان مزمن خودکشی‌گرا شکل گرفت که تحقیقات دربارهٔ اثربخشی آن در درمان سایر شرایط نیز ثمربخش بوده است. درمانگران از DBT برای درمان افرادی با افسردگی، مشکلات مواد مخدر و الکل، اختلال اضطراب پس از سانحه (PTSD)، ضربه مغزی (TBI)، اختلال پرخوری، و اختلالات خلقی استفاده کرده‌اند. همچنین مطالعات نشان می‌دهند که این روش برای بازماندگان سوءاستفاده جنسی مؤثر است.
DBT تکنیک‌های استاندارد شناختی-رفتاری را برای تنظیم هیجانات و آزمون واقعیت با مفاهیم تحمل پریشانی، پذیرش و آگاهی ذهن‌آگاهانه که عمدتاً از تمرینات مراقبه‌ای نشأت گرفته‌اند، ترکیب می‌کند. DBT بر اساس نظریه زیست‌اجتماعی بیماری‌های روانی است و اولین درمانی است که به‌طور کلی و تجربی اثبات شده که در درمان اختلال شخصیت مرزی(BPD) مؤثر است. اولین آزمایش بالینی تصادفی‌سازی‌شده DBT کاهش در اقدام به خودکشی، بستری‌های روان‌پزشکی و ترک درمان را در مقایسه با درمان معمول نشان داد. یک فراتحلیل نشان داد که DBT در افراد مبتلا به BPD اثرات متوسطی دارد. DBT ممکن است به‌عنوان یک مداخله جهانی مناسب نباشد، زیرا در مطالعه‌ای دربارهٔ یک مداخله آموزشی مهارت‌های DBT تطبیق‌یافته در نوجوانان در مدارس، نشان داده شد که می‌تواند مضر باشد یا اثرات خنثی داشته باشد، اگرچه نتیجه‌گیری دربارهٔ آسیب‌زایی آن ناموجه است، زیرا اکثر شرکت‌کنندگان به‌طور معناداری در فعالیت‌های تعیین‌شده مشارکت نکردند و مشارکت بیشتر با نتایج مثبت‌تر همراه بود.